# クチコミ戦隊つぶやくんジャー
『クチコミ戦隊つぶやくんジャー』（くちこみせんたい つぶやくんじゃー）は日本テレビで放送されたバラエティ番組。2010年2月19日、3月5日、3月12日、3月19日の4回放送。Twitterを活用したバラエティ番組で、MCはバナナマンが務める。

## 概説

### 背景
番組プロデューサーの金田有浩は「多くの企業がコミュニケーションを重視している今、一般の人々とコミュニケーションの場をどうプロデュースするかということは、我々にとっても重要なテーマ。そういう意味で、Twitterのようなソーシャルメディアとのコラボレーションやその使い方の開発をしていく必要がある」と企画意図を説明している。
「Twitterユーザーのつぶやき=民の力」で、様々なテーマを解決するのが基本コンセプトである。金田によると当初は放送でお題となるネタを発表し、それにTwitter上でつぶやいてもらう体裁を予定していたが、提示する側とされる側というスタンスではなくユーザーからもアウトプットしてもらった方が面白いのではないかと思い、白紙になったという。
つぶやきのテーマ、MCのバナナマンの衣装の色、アシスタント役の女性タレントの推薦などを募集するなどユーザーの意見を聞きながら制作されている。構成会議の内容も随時つぶやき、制作の裏側を現在進行形で公開している。金田は制作サイドとして、制作過程を見せるだけで、エンタテインメントとして成立するという感覚が新鮮だったと述べている。2009年12月に番組の公式アカウントを取得。

### 内容
オープニングタイトルはアニメクリエイターユニット「The BERICH」が担当している。

## 出演者
- バナナマン（設楽統・日村勇紀）
  - 設楽の衣装の色は「バナナイエロー」、日村は「ギョニソピンク」である。「ギョニソピンク」とは「魚肉ソーセージのピンク色」という意味である。日村の衣装の色は番組プロデューサーの金田曰く、2人の衣装の色の募集をしていた時に、とあるユーザーが「ギョニソ」と提案、何色か分からなかったスタッフが「それはどんな色?」とつぶやいたところ、魚肉ソーセージの画像がアップされて、会議室が爆笑に包まれ、一気に決定したという[1]。

- 宮田聡子
  - つぶやきピンク